# Jadwiga Chrząszczewska
Jadwiga Chrząszczewska-Trzeciakowa (ur. 19 września 1853 w Kowalu, zm. 28 lutego 1935 w Warszawie) – polska pedagog, pisarka dla dzieci i młodzieży.
Jadwiga Antonina Chrząszczewska urodziła się 19 września 1853 roku Kowalu, w powiecie włocławskim, jako córka Teofila Chrząszczewskiego i Aleksandry z Baranowskich; ochrzczono ją 21 października. Jej ojciec był pisarzem Sądu Pokoju, umarł wcześnie, gdy Jadwiga miała 4 lata.
29 dnia grudnia 1904 wyszła za emerytowanego asesora sądowego, Wiktor Trzeciaka (akt ślubu podaje błędny wiek panny młodej). Para nie miała dzieci.
Jadwiga Chrząszczewska pracowała w oświacie i pisała; po 1918 roku, wraz z Janiną Porazińską tworzyła elementarze i podręczniki do nauki języka polskiego.

## Twórczość
Współredaktorka „Przyjaciela Dzieci”. Właścicielka szkoły i freblówki (przedszkola prowadzonego według systemu Friedricha Fröbla) przy ul. Nowy Świat. Napisała wierszyk-piosenkę Deszczyk, który był drukowy w elementarzach i śpiewnikach (muzyka W. Siewierski).
Została pochowana w grobowcu rodzinnym na cmentarzu Powązkowskim w Warszawie (kwatera: Ł, rząd 3, grób 17/18).
Inne teksty:

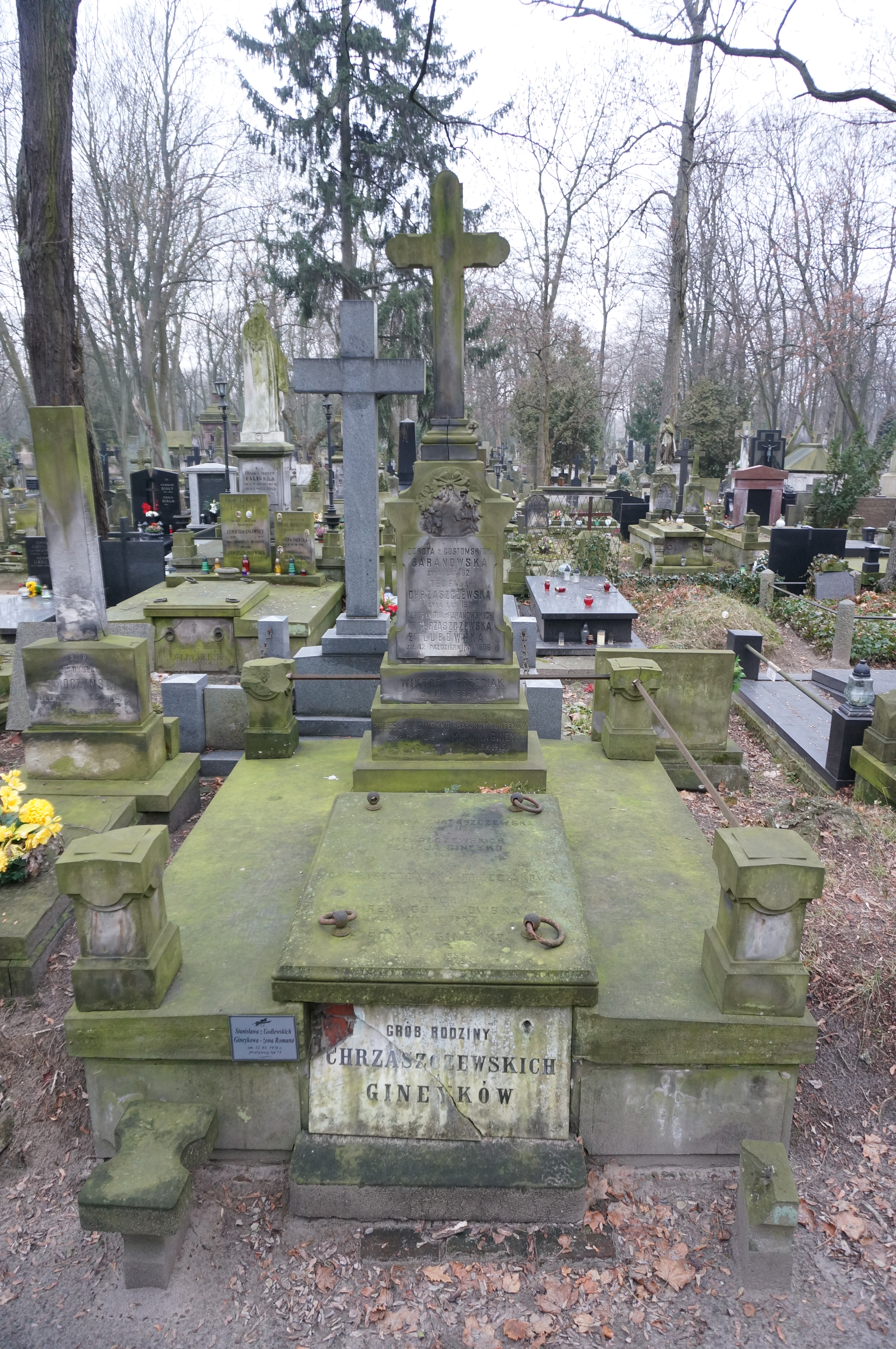
Grób Jadwigi Chrząszczewskiej na cmentarzu Powązkowskim

- Gwiazda spadająca. Utwór fantastyczny dla młodzieży., 1896[5]
- Dar. Powieść dla młodzieży., 1897 (opracowane według Alfonsa Daudeta)[6]
- Z biegiem Wisły. Obrazki o kraju., 1901 (z Jadwigą Wrank)[7]
- Ze swojskiej gleby., 1901 (z Jadwigą Wrank)[8][9][10]
- Moja pierwsza książeczka: wierszyki, powiastki i opowiadania różnej treści., 1903 (z Jadwigą Wrank)
- Znani i nieznani. Opowiadania przyrodnicze., 1910[11]
- Dzwonki. Marsze, gry, zabawy i piosenki, deklamacje chóralne, obrazki sceniczne., J. Chrząszczewska – pomysł, układ i objaśnienia; J. Porazińska – wiersze; W. Siewierski – muzyka, 1923
- Czary nie czary. Opowiadania., 1927[12] (ryciny Molly Bukowska)
- Cud bajeczki.
- Tajemnica starego dworu. Powieść dla młodego wieku[13] (z rys. J. Błeszyńskiej)
- Opowiadania przyrodnicze: I. Staw (z Wandą Haberkantówną)[14]
- Opowiadania przyrodnicze. II. Łąka. (z Wandą Haberkantówną)[15]